# The Band Perry
The Band Perry er en country søskende-trio fra USA.

## Diskografi
- The Band Perry (2010)
- Pioneer (2013)

| Musikgruppe | Spire Denne artikel om en amerikansk musikgruppe er en spire som bør udbygges. Du er velkommen til at hjælpe Wikipedia ved at udvide den. |